# Peter Weichsel
Peter Weichsel (ur.  1943) – amerykański brydżysta, World Grand Master w kategorii Open oraz Senior Life Master (WBF).

## Wyniki brydżowe

### Zawody światowe
W światowych zawodach zdobył następujące lokaty:
| Mistrzostwa Świata. Konkurencja teamów | Mistrzostwa Świata. Konkurencja teamów | Mistrzostwa Świata. Konkurencja teamów | Mistrzostwa Świata. Konkurencja teamów | Mistrzostwa Świata. Konkurencja teamów | Mistrzostwa Świata. Konkurencja teamów |
| Rok                                    | Miejsce                                | Zawody                                 | Kategoria                              | Drużyna                                | Pozycja                                |
| -------------------------------------- | -------------------------------------- | -------------------------------------- | -------------------------------------- | -------------------------------------- | -------------------------------------- |
| 2010                                   | Filadelfia                             | 13 Seria Mistrzostw Świata             | Open                                   | Bramley                                | 33                                     |
| 2010                                   | Filadelfia                             | 13. Seria Mistrzostw Świata            | Miksty                                 | Schwartz                               | 15                                     |
| 2006                                   | Werona                                 | 12 Mistrzostwa Świata                  | Open                                   | Johnson                                | 97                                     |
| 2005                                   | Estoril                                | 37 Mistrzostwa Świata Teamów           | Seniorzy                               | USA 1                                  | 1                                      |
| 2002                                   | Montreal                               | 11 Mistrzostwa Świata                  | Open                                   | Meltzer                                | 9                                      |
| 2001                                   | Paryż                                  | 35 Mistrzostwa Świata Teamów           | Open                                   | USA 2                                  | 1                                      |
| 2000                                   | Southampton                            | 34. Mistrzostwa Świata Teamów          | Trans                                  | Meltzer                                | 1                                      |
| 1998                                   | Lille                                  | 10 Mistrzostwa Świata                  | Open                                   | Jacobs                                 | 9                                      |
| 1997                                   | Hammamet                               | 33. Mistrzostwa Świata Teamów          | Trans                                  | Milner                                 | 10                                     |
| 1994                                   | Albuquerque                            | 9 Mistrzostwa Świata                   | Open                                   | Backer                                 | 17                                     |
| 1993                                   | Santiago                               | 31. Mistrzostwa Świata Teamów          | Open                                   | USA 1                                  | 5                                      |
| 1990                                   | Genewa                                 | 8 Mistrzostwa Świata                   | Open                                   | Weichsel                               | 9                                      |
| 1986                                   | Miami Beach                            | 7. Mistrzostwa Świata                  | Open                                   | Becker                                 | 5                                      |
| 1983                                   | Sztokholm                              | 26 Mistrzostwa Świata Teamów           | Open                                   | USA 1                                  | 1                                      |
| 1982                                   | Biarritz                               | 6 Mistrzostwa Świata                   | Open                                   | Russell                                | 15                                     |
| 1978                                   | Nowy Orlean                            | 5. Mistrzostwa Świata                  | Open                                   | Sontag                                 | 7                                      |

| Mistrzostwa Świata. Konkurencja par | Mistrzostwa Świata. Konkurencja par | Mistrzostwa Świata. Konkurencja par | Mistrzostwa Świata. Konkurencja par | Mistrzostwa Świata. Konkurencja par | Mistrzostwa Świata. Konkurencja par |
| Rok                                 | Miejsce                             | Zawody                              | Kategoria                           | Partner                             | Pozycja                             |
| ----------------------------------- | ----------------------------------- | ----------------------------------- | ----------------------------------- | ----------------------------------- | ----------------------------------- |
| 2010                                | Filadelfia                          | 13 Mistrzostwa Świata               | Open                                | Richard Schwartz                    | 155                                 |
| 2002                                | Montreal                            | 11 Mistrzostwa Świata               | Open                                | Alan Sontag                         | 12                                  |
| 2002                                | Montreal                            | 11 Mistrzostwa Świata               | Miksty                              | Rose Meltzer                        | 46                                  |
| 1998                                | Lille                               | 10. Mistrzostwa Świata              | Open                                | Alan Sontag                         | 10                                  |
| 1990                                | Genewa                              | 8. Mistrzostwa Świata               | Miksty                              | Juanita Chambers                    | 1                                   |
| 1986                                | Miami Beach                         | 7. Mistrzostwa Świata               | Open                                | Michael Lawrence                    | 33                                  |
| 1982                                | Biarritz                            | 2 Mistrzostwa Świata                | Open                                | Neil Silverman                      | 12                                  |
| 1978                                | Nowy Orlean                         | 5. Mistrzostwa Świata               | Open                                | Alan Sontag                         | 8                                   |

### Zawody europejskie
W europejskich zawodach zdobył następujące lokaty:
| Zawody europejskie. Konkurencja teamów | Zawody europejskie. Konkurencja teamów | Zawody europejskie. Konkurencja teamów | Zawody europejskie. Konkurencja teamów | Zawody europejskie. Konkurencja teamów | Zawody europejskie. Konkurencja teamów |
| Rok                                    | Miejsce                                | Zawody                                 | Kategoria                              | Drużyna                                | Pozycja                                |
| -------------------------------------- | -------------------------------------- | -------------------------------------- | -------------------------------------- | -------------------------------------- | -------------------------------------- |
| 2003                                   | Mentona                                | 1. Otwarte Mistrzostwa Europy          | Open                                   | Meltzer                                | 17                                     |
| 2003                                   | Mentona                                | 1. Otwarte Mistrzostwa Europy          | Miksty                                 | Meltzer                                | 86                                     |

| Zawody europejskie. Konkurencja par | Zawody europejskie. Konkurencja par | Zawody europejskie. Konkurencja par | Zawody europejskie. Konkurencja par | Zawody europejskie. Konkurencja par | Zawody europejskie. Konkurencja par |
| Rok                                 | Miejsce                             | Zawody                              | Kategoria                           | Partner                             | Pozycja                             |
| ----------------------------------- | ----------------------------------- | ----------------------------------- | ----------------------------------- | ----------------------------------- | ----------------------------------- |
| 2003                                | Mentona                             | 1. Otwarte Mistrzostwa Europy       | Mikst                               | Rose Meltzer                        | 11                                  |

## Klasyfikacja
- Peter Weichsel – klasyfikacja WBF (ang.)